# Радциг, Александр Александрович
Александр Александрович Ра́дциг (27 января [8 февраля] 1869 или 3 февраля 1869, Калязинский уезд, Тверская губерния — 30 декабря 1941, Буй, Костромская область) — русский и советский физик, инженер, педагог, специалист в области теплоэнергетики и прикладной механики. Член-корреспондент АН СССР (1933).

## Биография
Александр Александрович Радциг родился 27 января (8 февраля) 1869 года в с. Елизаветино Калязинского уезда Тверской губернии в семье служащего путей сообщения Александра Антоновича Радцига. Окончив Кременчугское реальное училище, поступил на механический факультет Петербургского технологического института. В 1891 году окончил институт и поступил на математическое отделение Берлинского университета. В 1895 году защитил диссертацию «Приложение теории Зелова к симметричным группам» на степень доктора философии. Работал инженером на Варшавской железной дороге, затем приёмщиком паровозов на Невском машиностроительном заводе. С 1896 года — преподаватель черчения в Петербургском технологическом институте. В 1898 году был приглашён в Киевский политехнический институт на кафедру термодинамики и тепловых двигателей. С 1900 года — профессор. В 1905 году защитил диссертацию «Математическая теория обмена тепла в цилиндрах паровых машин», получил звание адъюнкта прикладной механики и был избран деканом механического факультета. В 1908 году ушёл из политехнического института в знак протеста против «Правил о студенческих организациях и проведениях собраний в стенах высших учебных заведений». С 1909 года — профессор Петербургского политехнического института. В 1909—1919 годах и в 1925—1930 годах был деканом механического факультета. С сентября 1917 по ноябрь 1918 года Радциг был директором института. С 1918 по 1930 год — профессор кафедры «Термические машины», с 1930 года — заведующий кафедрой «Паровые турбины».
В 1920-х годах параллельно работал в Главной палате мер и весов, а также был представителем политехнического института в Центральном совете экспертов, состоящем в ведении Научно-технического отдела ВСНХ. В 1927—1934 годах принимал участие в составлении «Технической энциклопедии» в 26-и томах под редакцией Л. К. Мартенса, автор статей по тематике «теплотехника». В 1930 году принимал активное участие в создании Всесоюзного котлотурбинного института. В 1934 году участвовал в создании энергомашиностроительного факультета.
Радциг опубликовал множество трудов по термодинамике, теплотехнике, прикладной механике. Основные его работы посвящены паровым турбинам. Написал несколько монографий по истории науки и техники.
В последние годы жизни он почти потерял зрение, но, несмотря на это, продолжал научную и педагогическую деятельность. После начала Великой Отечественной войны оказался в блокадном Ленингдаде. Во время эвакуации из города тяжело заболел. Скончался 30 декабря 1941 года в городе Буй Костромской области.

## Сочинения
- Термодинамика. — К., 1900.
- Курс паровых турбин. — М.; Л., 1926.
- Формулы, таблицы и диаграммы для водяного пара. — 3-е изд. — М.; Л., 1931.
- Прикладная механика. — 3-е изд. — М.; Л., 1931.
- Теория и расчет конденсационных установок. — 2-е изд. — М.; Л., 1934.
- История теплотехники. — М.; Л., 1936.

## Комментарии
1. ↑  Сельцо Елизаветино относилось к 1-му стану Калязинского уезда и находилось примерно в 18 км к юго-востоку от Калязина[4], в 1859 году в нём насчитывался 1 двор (10 жителей)[5]. В последующем — территория Нерльского района[6]. Сельцо не сохранилось; ныне — территория Старобисловского сельского поселения в Калязинском районе Тверской области.